# Mehrstufige Werbung
Mehrstufige Werbung ist eine Methode der Werbewirtschaft, bei der aufeinanderfolgende, konzeptionell abgestimmte Werbemaßnahmen eingesetzt werden, um eine gewünschte Reaktion auszulösen. Sie wird sowohl in der klassischen Werbung als auch im Direktmarketing angewandt. Der Vorteil liegt darin, Streuverluste zu minimieren und die Kernzielgruppe deutlicher zu selektieren. Gelegentlich wird diese Technik auch benutzt, um Spannung – zum Beispiel bei einer Produktneueinführung – aufzubauen.
Im ersten Schritt einer mehrstufig angelegten Werbeaktion geht es in der Regel darum, mit vergleichsweise preiswerten Massenwerbemitteln (Coupon-Anzeige, Mailing, Flyer) eine möglichst große Zahl potentieller Kunden (Kaltadressen) anzusprechen. Wer durch seine Antwort (Response) Interesse an den angebotenen Produkten oder Dienstleistungen zeigt, wird zur „heißen Adresse“. In einem zweiten Schritt, der ausschließlich auf die Interessenten zielt, können nun auch hochwertigere Werbemittel (Prospekte, Kataloge) eingesetzt werden.